# Monumento alla fondazione del Partito

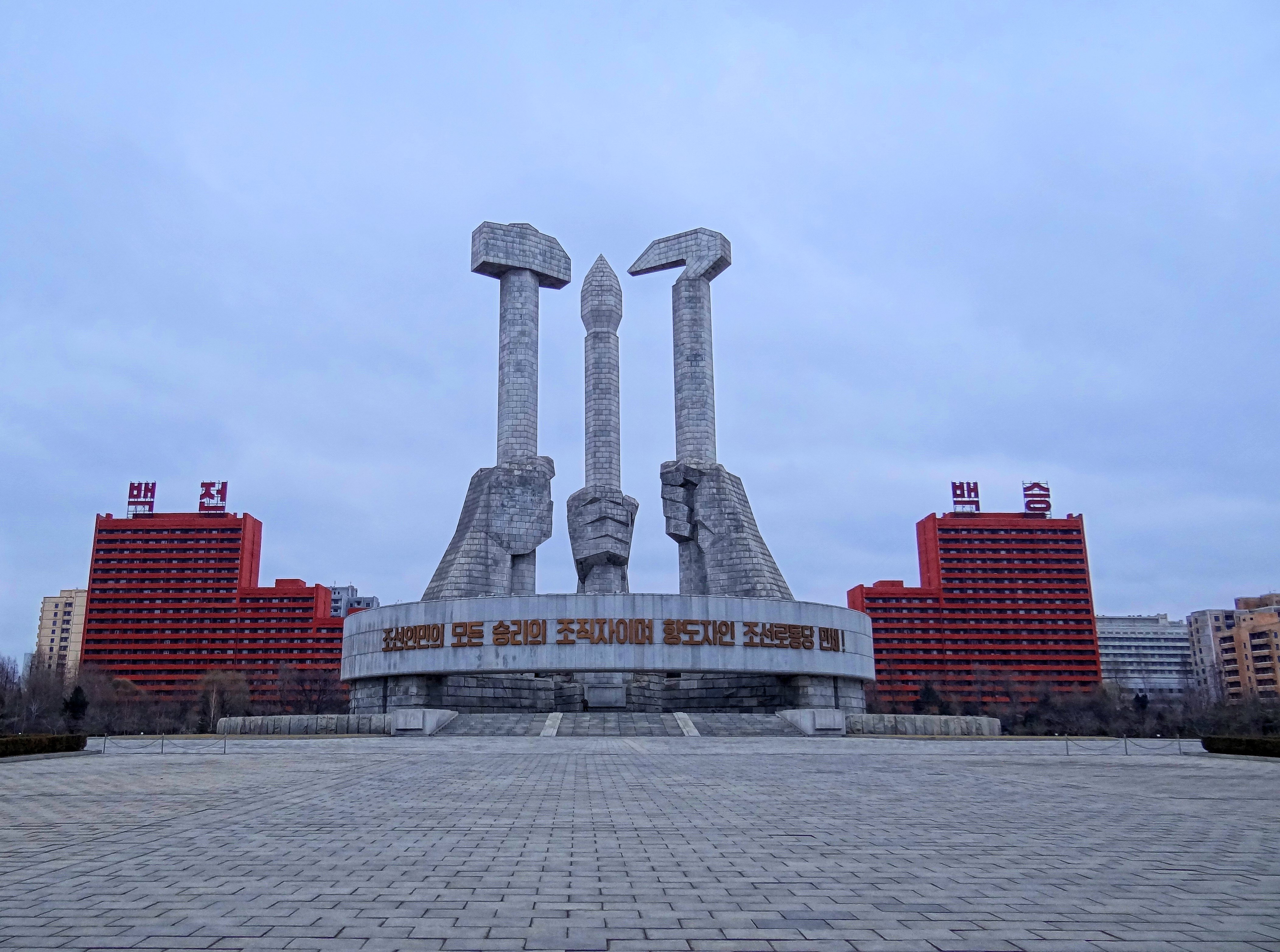
Una foto del monumento.

Il Monumento alla fondazione del Partito (in chosŏngŭl: 당창건기념탑?, Tangch'anggŏnkinyŏmt'apLR) è un'opera situata a Pyongyang, capitale della Corea del Nord, realizzata nel 1995 in occasione del 50º anniversario della fondazione del Partito del Lavoro di Corea. Il monumento, alto 50 metri, rappresenta gli elementi presenti nel simbolo del Partito, ovvero la falce (contadini), il martello (operai) e il pennello (intellettuali).

## Storia
Il monumento, progettato dallo Studio artistico Mansudae, fu completato il 10 ottobre del 1995 in occasione del 50º anniversario della fondazione del Partito del Lavoro. Un monumento precedente dedicato alla fondazione è stato eretto il 10 ottobre del 1975 sul terreno del Museo della fondazione del partito.
Il monumento è apparso sui francobolli emessi nel 1995 e nel 2005 e sulla banconota da 50 won.

## Descrizione

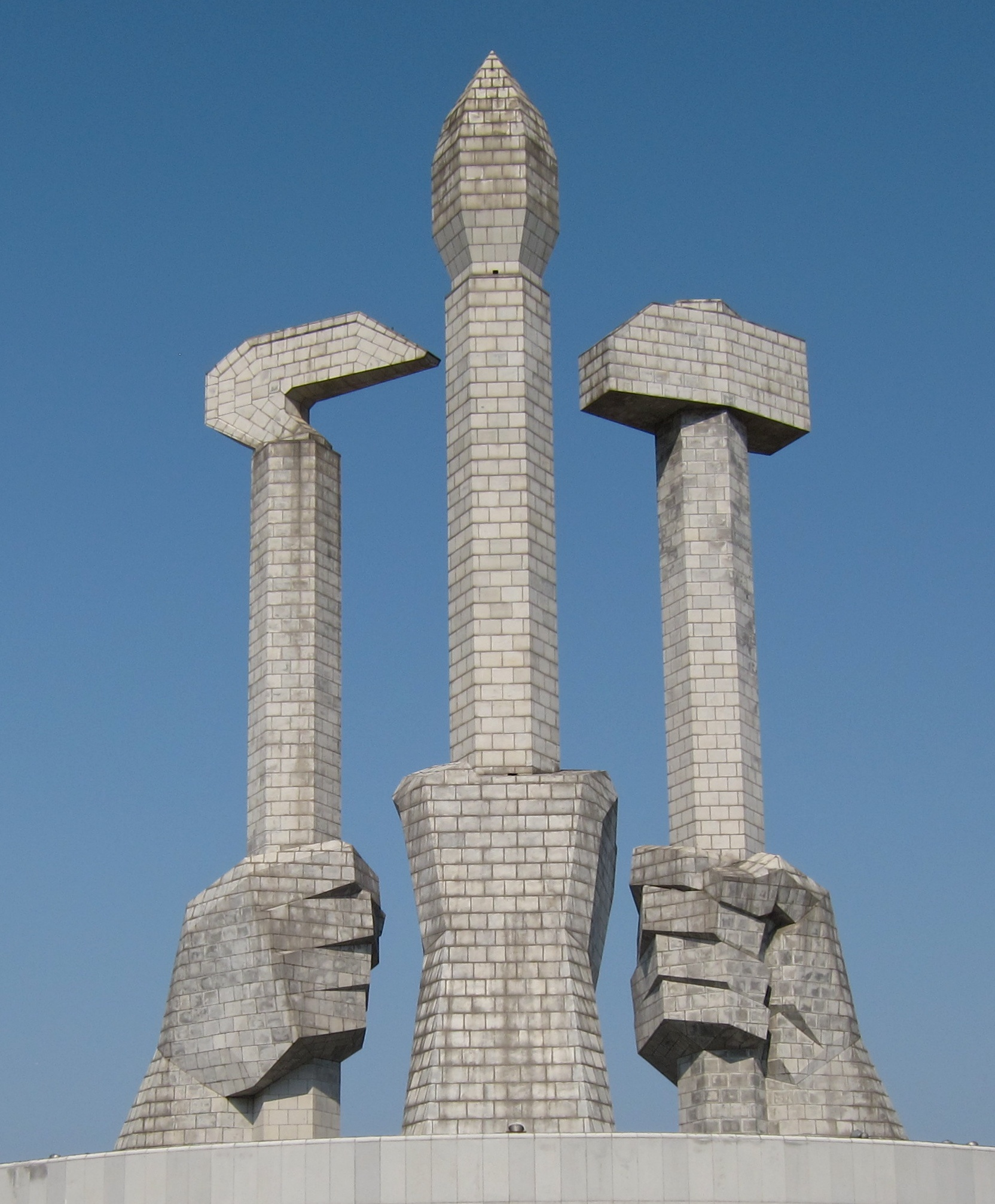
Gli elementi dell'emblema del Partito del Lavoro di Corea indicano l'operaio, il contadino e l'intellettuale.

Il monumento è situato sulla Munsu Street del Taedonggang-guyok di Pyongyang, sulla sponda del fiume Taedong opposta a quella dove sono presenti il Grande monumento Mansudae e il Museo rivoluzionario coreano, entrambi simmetricamente allineati con il Monumento alla fondazione del Partito. Questo asse che attraversa il centro della capitale simboleggia la dinastia di Kim Il-sung e Kim Jong-il.
Il sito del monumento occupa nella sua interezza 25 000 m2 considerando una piazza davanti all'opera dove vengono organizzate danze e feste. Il tappeto erboso del parco che circonda il monumento si estende per circa 15 000 m2 e comprende 12 fontane e più di 53 000 alberi.
Ai lati del monumento sono presenti degli edifici residenziali simmetrici a forma di bandiere rosse sui quali sono presenti delle lettere che formano la frase: "sempre-vittorioso".
Il monumento in sé è realizzato in granito con rilievi in bronzo.
I tre elementi più alti rappresentano tre pugni serrati che reggono un martello, una falce ed un pennello: la falce e martello tipici della simbologia comunista rappresentano i contadini e gli operai mentre il pennello gli intellettuali, riprendendo l'emblema del Partito del Lavoro. Il monumento raggiunge un'altezza di 50 m per indicare il 50º anniversario del Partito.
Lo stile architettonico assomiglia ad altre strutture in calcestruzzo presenti nella città, come il Palaghiaccio di Pyongyang o il Ryugyong Hotel.

### Fascia
I tre pugni sono circondati da una fascia che simboleggia "l'unità da un singolo sentimento del leader, del Partito e del popolo". L'iscrizione sulla fascia più esterna recita: "Gli organizzatori della vittoria del popolo coreano e il leader del Partito del Lavoro di Corea!" (조선인민의 모든 승리의 조직자이며 향도자인 조선로동당 만세!?, Chosŏninminŭi modŭn sŭngniŭi chojikchaimyŏ hyangdojain chosŏllodongdang manse!LR). Il diametro della fascia è di 50m all'esterno e di 42 all'interno, ed è costituita da 216 blocchi che assieme al diametro interno simboleggiano la data del 16 febbraio 1942, ovvero il presunto giorno in cui nacque Kim Jong-il. In realtà, il leader nordcoreano nacque il 16 febbraio 1941 in Unione Sovietica.
La fondazione circolari sotto il monumento è di 70 m di diametro e simboleggia i circa 70 anni di storia del partito dai tempi dell'Unione contro l'imperialismo. All'interno della fascia sono presenti tre bassorilievi che raccontano la storia del partito.